# 27e cérémonie des Razzie Awards
La 27e cérémonie des Razzie Awards s'est tenue le 24 février 2007 au Ivar Theatre de Los Angeles, Californie, afin de distinguer ce que l'industrie cinématographique a pu offrir de pire en 2006.

## Palmarès
Les lauréats de chaque catégorie sont en premier et en gras dans chaque section.

### Pire film
Basic Instinct 2 (renommé pour l'occasion « Basically, it stinks, too », c'est-à-dire « En gros, ça pue, aussi »)
- BloodRayne
- La Jeune Fille de l'eau (Lady in the Water)
- Little Man
- The Wicker Man

### Pire acteur
Marlon Wayans et Shawn Wayans pour Little Man
- Tim Allen pour Super Noël 3 : Méga Givré, Raymond et Zoom : L'Académie des super-héros
- Nicolas Cage pour The Wicker Man
- Dan Whitley pour Larry the cable guy : Health inspector
- Rob Schneider pour La Revanche des losers et Little Man

### Pire actrice
Sharon Stone pour Basic Instinct 2
- Hilary Duff et Haylie Duff pour Material Girls
- Lindsay Lohan pour Lucky Girl
- Kristanna Loken pour BloodRayne
- Jessica Simpson pour Employés modèles (Employee of the Month)

### Pire couple à l'écran
Shawn Wayans et/ou Kerry Washington et/ou Marlon Wayans pour Little Man
- Tim Allen et Martin Short pour Super Noël 3 : Méga Givré
- Nicolas Cage et son costume en ours pour The Wicker Man
- Hilary Duff et Haylie Duff pour Material Girls
- Les seins de Sharon Stone pour Basic Instinct 2

### Pire second rôle masculin
M. Night Shyamalan pour La Jeune Fille de l'eau
- Danny DeVito pour Voisin contre voisin
- Ben Kingsley pour BloodRayne
- Martin Short pour Super Noël 3 : Méga Givré
- David Thewlis pour Basic Instinct 2
- David Thewlis pour le rôle de Jennings dans La Malédiction (The Omen)

### Pire second rôle féminin
Carmen Electra pour Sexy Movie (Date Movie) et Scary Movie 4
- Kate Bosworth pour Superman Returns
- Kristin Chenoweth pour Voisin contre voisin, La Panthère rose et Camping-car
- Jenny McCarthy pour John Tucker doit mourir
- Michelle Rodríguez pour BloodRayne

### Pire réalisateur
M. Night Shyamalan pour La Jeune Fille de l'eau
- Uwe Boll pour BloodRayne
- Michael Caton-Jones pour Basic Instinct 2
- Ron Howard pour Da Vinci Code
- Keenen Ivory Wayans pour Little Man

### Pire remake ou plagiat
Little Man (plagiat du cartoon Baby Buggy Bunny)
- La Panthère rose
- Poséidon
- Raymond
- The Wicker Man

### Pire préquelle ou suite
- Basic Instinct 2
  - Big Mamma 2
  - Garfield 2 (Garfield: A Tail of Two Kitties)
  - Super Noël 3 : Méga Givré (The Santa Clause 3: The Escape Clause)
  - Massacre à la tronçonneuse : Le Commencement (The Texas Chainsaw Massacre: The Beginning)

## Pire scénario
Basic Instinct 2, écrit par Leora Barish et Henry Bean
- BloodRayne
- La Jeune Fille de l'eau
- Little Man
- The Wicker Man

## Pire excuse pour un divertissement familial
Camping-car (RV)
- Voisin contre voisin
- Garfield 2
- Super Noël 3 : Méga Givré
- Raymond